# Peloptulus denticuspidatus
Peloptulus denticuspidatus är en kvalsterart som beskrevs av Bayartogtokh 1999. Peloptulus denticuspidatus ingår i släktet Peloptulus och familjen Phenopelopidae. Inga underarter finns listade i Catalogue of Life.